# Jorge da Baviera (1880–1943)
Jorge da Baviera (2 de abril de 1880 — 31 de maio de 1943) foi um príncipe bávaro da Casa de Wittelsbach.

## Biografia
Jorge Francisco José Leopoldo Maria da Baviera nasceu em Munique, era filho do príncipe Leopoldo da Baviera e sua esposa, a arquiduquesa Gisela da Áustria, filha do imperador Francisco José I da Áustria e da imperatriz Isabel da Áustria ("Sissi").

## Casamento
Em 1911 ele se casou com Isabel da Áustria, filha de Frederico, Duque de Teschen.